# BTR-90
El BTR-90 (GAZ-5923), del ruso бронетранспортер (Bronetransportyor), que significa literalmente transporte blindado, es un vehículo de combate de infantería ruso, usado como transporte blindado de personal, con sistema de tracción a ruedas 8x8, diseñado en 1993 y mostrado públicamente por primera vez en 1994. Se trata de una versión mejorada y repotenciada del vehículo BTR-80, equipado con el cañón y la torreta del BMP-2. El blindaje ha sido mejorado en comparación con su predecesor, proporcionándole protección contra proyectiles de 14,5 mm en el arco frontal. Esto repercutió en el peso del vehículo, que se fue por encima de las 20 toneladas (mientras que el BTR-80 no llegaba a las 14 toneladas), razón por la cual se le instaló un motor policarburante mucho más potente, capaz de desarrollar 510 caballos de potencia.
Se encuentra armado con el cañón polivalente automático 2A42 de 30 mm, el cual tiene una cadencia de fuego máxima de 550 disparos por minuto, pudiendo realizar 300 disparos por minuto en cadencia sostenida. En la misma torreta, está montado una plataforma 9Sh119M1 encargada de efectuar el disparo de los misiles 9M113 Konkurs (designación OTAN AT-5 Spandrel), que le da al BTR-90 una capacidad antitanque apreciable, con un alcance máximo de 4 kilómetros y velocidad de vuelo de 200 metros por segundo.
A la izquierda del lanzador 9Sh119M1 se encuentra el lanzagranadas automático AGS-17 de 30 mm. La velocidad de salida de sus proyectiles es de 185 metros por segundo y su cadencia de fuego alcanza los 400 disparos por minuto. Por último, a la izquierda del cañón principal se ubica la ametralladora PKT de 7,62 mm, cuyo alcance efectivo está cerca de los 1000 metros y su cadencia de fuego es de 650 disparos por minuto. Un número limitado de estos vehículos se han producido y están en servicio en Rusia para sus tropas internas.

## Desarrollo
El desarrollo del BTR-90 se llevó a cabo en la planta de construcción Arzamas (AMZ), una subsidiaria de GAZ Joint Stock Company. El desarrollo se inició en los años 90 y el primer prototipo fue terminado y se muestra al público en 1993. El vehículo fue diseñado para el uso de las unidades mecanizadas del ejército ruso, así como las unidades de infantería de la marina de guerra rusa, como un vehículo de apoyo de fuego, transporte de personal, vigilancia, reconocimiento y las tareas de patrullaje. Una amplia gama de vehículos pueden ser desarrollados sobre la base de los chasis del BTR-90, para satisfacer los requisitos. El vehículo está diseñado para tener una gran movilidad y maniobrabilidad en todos los terrenos mientras que proporciona un alto nivel de protección para su tripulación y los pasajeros. El BTR-90 está equipado con una torreta idéntica a la utilizada en el BMP-2.

## Descripción
El BTR-90 tiene su parte frontal extrema en forma de punta, algo similar a la del LAV-25. El casco está hecho como armadura de acero de chapa soldada y es ligeramente más grande y más alta que la del BTR-80, de la cual se desarrolla. Posee un motor turbo, refrigerado por líquido, multi-combustible diésel, que puede desarrollar una potencia de 510 CV. El vehículo es impulsado por ocho ruedas y tiene una transmisión automática reversible hidromecánica, que es capaz de proporcionar velocidades diferentes para cada lado del vehículo. Posee también duplicados eléctricos y sistemas de aire comprimido de arranque del motor. Las ruedas se utilizan con independencia de barra de torsión de suspensión y los brazos transversales tienen alta capacidad telescópica con amortiguadores hidráulicos. Los equipos de comunicación instalados en el BTR-90 incluyen una radio R-163-50U fijada para las comunicaciones externas, el receptor R-163UP y R-174 del dispositivo de intercomunicación para la comunicación entre los miembros de la tripulación.

## Diseño
La disposición y el posicionamiento de los equipos y las piezas en el BTR-90 es similar a los del BTR-80 y BTR-80A. El comandante y el artillero se alojan en un compartimiento debajo de la torreta. Este compartimiento alberga también un visor de día tipo BPKZ-42 para el artillero y sistema de visión nocturno, mientras que el comandante tiene un sistema de vista óptico del tipo 1P-13. Opcionalmente, un sistema BPK-M de imágenes térmicas se puede instalar en este compartimiento como la vista del artillero.
El conductor está situado cerca de la mitad del casco, justo en frente de la torreta. El compartimiento de la tropa se encuentra detrás de la posición del conductor y la torreta. El compartimiento del motor se encuentra en la parte trasera del casco.
Las escotillas se proporcionan en la parte superior de la torreta y el casco, y las puertas laterales están disponibles en el centro del vehículo. Estas están diseñados para permitir el desmontaje rápido y embarque de las tropas, incluso mientras el vehículo está en movimiento.
Los ocho ruedas se encuentran en dos conjuntos, con dos pares en la parte delantera del casco y dos pares en la parte trasera. Las puertas laterales se encuentran entre estos dos conjuntos de ruedas. Los dos pares de las ruedas se utilizan con dirección asistida.

## Funciones y características
El BTR-90 es capaz de alcanzar una velocidad máxima de 100 km/h, y tiene un sistema tal que le da la capacidad de conducción comparable a la de los vehículos sobre orugas, con una velocidad media de 50 km/h.
El vehículo es totalmente anfibio y puede sortear los obstáculos de agua sin ningún tipo de preparación. Dos hélices de chorro de agua sirven como alimentación del vehículo en el agua y puede alcanzar una velocidad máxima de 9 km/h. Puede ser desplegado desde buques de asalto anfibio. El BTR-90 puede ser desplegado por camión, ferrocarril y también por el agua y los medios de transporte aéreo.
Su transmisión mecánica hidráulica ayuda a aumentar su maniobrabilidad proporcionando velocidades diferentes para cada lado del vehículo. Esto permite que el BTR-90 tenga un radio de giro bajo de 6 m. Al girar con sólo las cuatro ruedas delanteras puede tener un radio de giro de 14 m. Es capaz de cruzar trincheras de ancho de hasta 2,1 metros y puede sortear gradientes de hasta 60%, con un 30% para pistas laterales y un paso vertical de 0,8 metros.
El vehículo tiene una capacidad interior de 12 metros cúbicos y puede transportar una carga de 7000 kg. Un sistema de aire acondicionado se puede añadir opcionalmente. El comandante tiene la capacidad para llevar a cabo todas las ronda de vigilancia y puede tomar el control total de las armas del artillero. Un sistema de información de control a bordo (OICS) permite el control automático a través de la transmisión, el motor y otras partes importantes del BTR-90 y es el primer transporte blindado de personal en tener este tipo de sistema. Está disponible también un sistema de control centralizado para la presión de los neumáticos que permite que el vehículo se mueva incluso si cuatro de sus ruedas son destruidas.

## Armadura y la protección
La armadura del BTR-90 se compone de un blindaje de placas de acero soldadas. La armadura puede resistir el impacto de disparos de armas del calibre 14,5 mm en el arco frontal. La armadura lateral puede proporcionar protección contra de diversas ametralladoras de alto calibre y fuego metralla.
Algunas placas adicionales blindadas se puede instalar en el vehículo para aumentar la protección. Los métodos activos de protección también pueden ser utilizados, tal como blindaje reactivo explosivo. Estos se pueden añadir sobre la armadura existente del vehículo. Para aumentar la protección los periscopios se instalan en lugar de los parabrisas y las ventanas de la visión.
La protección NBQ (nuclear, biológica y química) está disponible y puede proteger a los ocupantes de las ondas de choque y radiación penetrante de los ataques nucleares, el polvo radiactivo y las armas bacteriológicas y químicas.
Sus ruedas con neumáticos de combate pueden soportar las explosiones de minas antipersonal y explosiones de armas pequeñas de fuego (como granadas). Si el vehículo está dañado mientras se encuentra flotando sobre el agua (usando su capacidad anfibia), un sistema de drenaje es capaz de eliminar el agua que pudiese entrar. El BTR-90 también cuenta con un sistema automático de extinción de incendios y un sistema de colocación a distancia de las cortinas de humo a través de las granadas fumigenas. El sistema de descarga de humo incluye seis lanzagranadas, tres a cada lado del vehículo.

## Armamento
El arma principal del BTR-90 es un cañón automático 2A42 Shipunov de 30 mm. El vehículo lleva una carga de municiones de 500 cartuchos para esta arma.
El armamento secundario del BTR-90 es una ametralladora coaxial PKT de 7,62 mm con 2000 cartuchos y un lanzagranadas automático AGS-17 de 30 mm. 
Un sistema de misil guiado también está disponible para atacar objetivos blindados. Este consta de cuatro misiles 9M113 Konkurs montados en la torreta. La unidad de lanzamiento es desmontable y puede ser utilizado para lanzar proyectiles desde el suelo. 
Todas las armas están montadas en la torreta y son asistidos por un sistema de control de fuego.
El sistema de control de fuego permite que las armas se puedan utilizar mientras el vehículo está en movimiento y en todas las condiciones climáticas. 
La torreta puede recorrer 360 grados con un rango de elevación de -5 a 75 grados. Las armas del vehículo le permiten atacar objetivos a distancias de hasta 4 km. Los helicópteros y las fortificaciones pueden ser atacados hasta 2,5 km de distancia.
Además de las armas del vehículo, sus ocupantes tienen la capacidad de disparar sus armas de fuego a través de los puertos disponibles con mirillas y también desde las escotillas, lo que aumenta su potencia de fuego.

## Variantes
- BTR-90M: Versión equipada con el cañón 2A70 con calibre de 100 mm, montado en una torreta igual a la del BMP-3. Cuenta además con la ametralladora de 30 mm y sistema de misiles. Ha sido mostrado públicamente por primera vez en el año 2001 y no se sabe aún si realmente entrara en servicio.

Otra variante del BTR-90 está equipada con un cañón antitanque de 125 mm, pero con la ametralladora 2S25.

## Cancelación
Aunque aproximadamente entre 80 y 140 unidades del BTR-90 entraron en servicio para el ejército ruso en el año de 2009, para octubre de 2011, el Ministerio de Defensa de Rusia rehusó la adquisición de cualquier blindado de producción local; incluido el BTR-90, y decide no incluirlo en la lista del programa estatal de armamento hasta el año 2020, y así mismo deshizo los tratos de exportación para el BTR-90.

### Desarrollos relacionados
- BTR-60
- BTR-70
- BTR-80
- TAB-71
- TAB-77
- TABC-79

### Vehículos similares
- FNSS PARS
- VBCI
- MOWAG Piranha
- Boxer MRAV
- Patria AMV
- VBM Freccia
- Pandur II
- BTR-3